# Provincia di Como (Lombardo-Veneto)
La provincia di Como era una provincia del Regno Lombardo-Veneto, istituita nel 1815 ed esistita dal 1816 al 1859. Comprendeva, oltre al territorio dell'attuale provincia di Como, quasi tutta l'odierna provincia di Lecco, e gran parte dell'attuale provincia di Varese.
Capoluogo era la città di Como.

## Organi
Come tutte le province del Regno, anche Como era guidata da un Regio Delegato di nomina imperiale, aiutato da un'Imperial Regia Delegazione Provinciale che si occupava dei vari settori dell'amministrazione pubblica. A rappresentare le classi agiate vi era una Congregazione Provinciale nominata dal Governo su proposta della Congregazione Centrale, e composta da tre nobili e tre possidenti della provincia, più un borghese del capoluogo e più il Regio Delegato che la presiedeva.

## Storia
La provincia fu creata nel 1816 all'atto della costituzione del Regno Lombardo-Veneto, succedendo in maniera perfetta al dipartimento del Lario di epoca napoleonica.

### Suddivisione amministrativa all'atto dell'istituzione (1816)
All'atto dell'istituzione, la provincia era divisa in 26 distretti:
- distretto I di Como
- distretto II di Como[1]
  - Corpi Santi della città
  - comuni di Albate con Trecallo, Baraggia, Muggiò ed Acqua Negra; Bernate con Guzza; Blevio; Breccia con Lazzago; Brunate; Camnago; Capiago con Cassina Franca; Cavallasca; Cernobbio; Civiglio con San Tomaso e Visigna; Grandate; Lipomo; Lucino; Lurate Abate con Caccivio; Maslianico; Moltrasio; Montano con Casarico; Montorfano; Piazza; Ponzate; Rebbio; Rovenna; Solzago; Tavernerio con Urago; Torno; Urio; Vergosa
- distretto III di Bellagio
- distretto IV di Menaggio
- distretto V di San Fedele
- distretto VI di Porlezza[2]
  - comuni di Albogasio con Oria; Buggiolo con Pramarcio; Carlazzo con Castello; Castello; Cavargna; Cima; Claino con Osteno; Corrido; Cressogno superiore ed inferiore; Cusino; Dasio; Drano con Loggio; Gottro; Piano; Porlezza; Puria; San Bartolomeo; San Nazzaro; Seghebbia; Tavordo con San Pietro Agria
- distretto VII di Dongo
- distretto VIII di Gravedona[3]
  - comuni di Bugiallo; Domaso; Dosso del Liro con Alpi di Camedo; Gera; Gravedona; Livo; Monte Mezzo; Peglio; Sorico; Traversa con Naro; Trezzone; Vercana
- distretto IX di Bellano[4]
  - comuni di Bellano, Colico, Corenno, Dervio, Dorio, Introzzo, Sueglio, Tremenico, Varenna, Vestreno
- distretto X di Taceno
- distretto XI di Lecco[5]
  - Abbadia, Acquate, Ballabio superiore, Ballabio inferiore, Belledo, Castello, Chiuso, Germanedo, Laorca, Lecco, Lierna, Linzanico, Mandello, Morterone, Olate, Olcio, Rancio, Rongio, San Giovanni alla Castagna, Somana, Vassena
- distretto XII di Oggiono
- distretto XIII di Canzo
- distretto XIV di Erba
- distretto XV di Angera
- distretto XVI di Gavirate
- distretto XVII di Varese
- distretto XVIII di Cuvio
- distretto XIX di Arcisate
- distretto XX di Maccagno
- distretto XXI di Luino
- distretto XXII di Tradate
- distretto XXIII di Appiano
- distretto XXIV di Brivio
- distretto XXV di Missaglia
- distretto XXVI di Mariano

### La riforma dei distretti del 1853
- distretto I di Como
- distretto II di Como
- distretto III di Bellagio
- distretto IV di Cantù
- distretto V di Appiano
- distretto VI di Gravedona
- distretto VII di Menaggio
- distretto VIII di Porlezza
- distretto IX di San Fedele
- distretto X di Lecco
- distretto XI di Oggiono
- distretto XII di Brivio
- distretto XIII di Missaglia
- distretto XIV di Canzo
- distretto XV di Bellano
  - Bellano, Colico, Dorio, Perledo, Primaluna, Varenna, Vendrogno, Barcone, Bindo, Casargo, Corenno, Cortabbio, Cortenova, Crandola, Dervio, Esino superiore, Esino inferiore, Introbio, Introzzo, Margno, Narro, Pagnona, Parlasco, Pessina, Premana, Sueglio, Taceno, Tremenico, Vestreno, Vimogno
- distretto XVI di Varese
- distretto XVII di Arcisate
- distretto XVIII di Tradate
- distretto XIX di Gavirate
- distretto XX di Angera
- distretto XXI di Luino

### Variazioni Amministrative
- 1816
  - Lomazzo Milanese aggregato a Lomazzo Comasco
- 1817
  - Corpi Santi di Como divisi e, in parte aggregati a Como e in parte costituenti il comune di Camerlata[6]
- 1818
  - La parte occidentale degli ex Corpi Santi di Como più vicini al confine svizzero vengono distaccati dal comune di Como e aggregati nel comune di Monte Olimpino[7]
- 1822
  - Cheglio aggregato a  Taino
  - Mariaga aggregato a Carella
- 1840
  - Maresso aggregato a Contra
- 1841
  - Osmate aggregato a Lentate
- 1842
  - Fabbrica aggregato ad Anzano in seguito ricostituito nel 1853
- 1844
  - Crippa aggregato a Sirtori

### Passaggio al Regno di Sardegna (1859)
Nel 1859, in seguito alla seconda guerra d'indipendenza, la Pace di Zurigo dispose l'annessione della Lombardia (esclusa Mantova e gran parte della sua provincia) al Regno di Sardegna.
Il governo sardo emanò il Decreto Rattazzi, che ridisegnava la suddivisione amministrativa del Regno. La provincia di Como rimase tuttavia invariata.
Parte del territorio su cui insisteva l'antica provincia del Lombardo-Veneto ricade oggi nelle provincie di Varese e di Lecco.